# کبوتر میوه‌خوار چانه‌سیاه
کبوتر میوه‌خوار چانه‌سیاه (نام علمی: Ptilinopus leclancheri) نام یک گونه از سرده کبوتر میوه‌خوار است.